# 埃特兰 (康布雷区)
埃特兰（法語：Estrun，法語發音：[etʁœ̃]）是法国上法蘭西大區北部省的一个市镇，属于康布雷区。

## 地理
埃特兰（50°14'53"N, 3°17'39"E）面积2.82 平方千米，位于法国上法蘭西大區北部省，该省份为法国最北部的省份及最长的省份，西北濒北海，西接加来海峡省，南至埃纳省和索姆省，东与比利时接壤。
与埃特兰接壤的市镇（或旧市镇、城区）包括：布尚、坦莱韦克、奥尔丹、伊维、帕扬库尔。

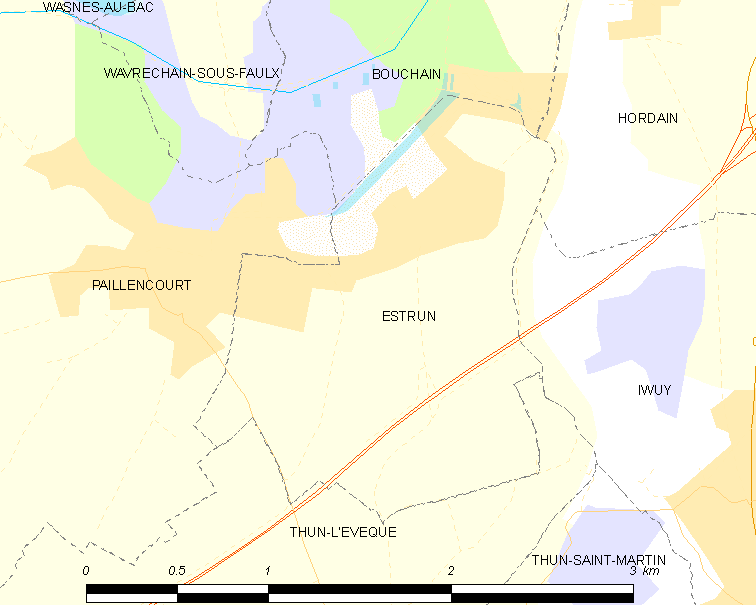
的OSM定位图

埃特兰的时区为UTC+01:00、UTC+02:00（夏令时）。

## 行政
埃特兰的邮政编码为59295，INSEE市镇编码为59219。

## 政治
埃特兰所属的省级选区为康布雷县。

## 人口

1962-2008年间人口变化图示

埃特兰于2022年1月1日时的人口数量为721人。